# Georg Schneider (Pharmakologe)
Georg Schneider (* 27. September 1925 in Halberstadt; † 4. Oktober 2018) war ein deutscher Pharmakologe und Hochschullehrer.

## Leben und Wirken
Er war der Sohn eines selbständigen Drogisten in der preußischen Kreisstadt Halberstadt. Nach dem Schulbesuch des Reifegymnasiums und Einberufung zum Reichsarbeitsdienst studierte er und promovierte zum Dr. rer. nat. 1960 wurde er Dozent an der Universität Greifswald. Er verließ die DDR und ließ sich in Hamburg als Privatdozent nieder und arbeitete in einem Labor. Er wurde Professor für Pharmakognosie und pharmazeutische Biologie und 1964 Direktor des Pharmakognostischen Instituts (später Institut für Pharmazeutische Biologie) der Johann Wolfgang Goethe-Universität Frankfurt am Main. 1990 wurde er emeritiert. 

## Schriften (Auswahl)
- Pharmazeutische Biologie . 1975.
- Arzneidrogen. 1990.
- (mit Otfried Linde): Kurzes Repetitorium der Pharmakologie am Beispiel Triazolam. 1992.